# Stensjön (Breareds socken, Halland)
Stensjön är en sjö i Halmstads kommun i Halland och ingår i Fylleåns huvudavrinningsområde. Sjöns area är 0,042 kvadratkilometer och den befinner sig 172 meter över havet.